# Harlem Globetrotters
De Harlem Globetrotters is een Amerikaans basketbalteam dat vooral bekend is geworden met het geven van demonstratiewedstrijden. Vanaf de oprichting in 1926 spelen ze vooral om te laten zien wat er mogelijk is aan acties in de sport. Hiervoor combineren ze humor met atletisch vermogen.

## Emancipatie
Toen de Globetrotters begonnen, was rassenscheiding in en buiten de sport heel normaal in de Verenigde Staten. Ook het professionele basketball was helemaal blank. Het uit Afro-Amerikanen bestaande team reisde in de jaren '30 rond in het land, om buiten de basketballbond om wedstrijden te spelen voor een blank publiek. Hun manager was de uit Engeland afkomstige Abe Saperstein, die ook de naam bedacht. Ondanks de crisisjaren verdiende de ploeg aardig, en steeds meer blanke spelers wilden het tegen hen opnemen.
Via de sport wisten ze bevolkingsgroepen met elkaar in contact te brengen. Tot 1950 bestond de competitie van de National Basketball Association (NBA, het Eredivisie basketbal in de Verenigde Staten) uitsluitend uit blanke spelers. Mede door de rondtoerende Harlem Globetrotters werd de competitie in dat jaar geopend voor zwarte spelers, waarna ook hun team werd afgeroomd door de bestaande topteams. Sindsdien ging de groep zich meer toeleggen op demonstratiewedstrijden.

## Vierpuntsdoelpunt
Het vierpuntsvelddoelpunt vierpunter, geïntroduceerd door de Harlem Globetrotters, wordt alleen in de BIG3 basketball league gebruikt.

## Retired nummers
De Globetrotters hebben acht rugnummers die niet meer gebruikt worden:
- 13: Wilt Chamberlain; 9 maart 2000
- 20: Marques Haynes; 5 januari 2001
- 36: Meadowlark Lemon; 5 januari 2001
- 50: Reece "Goose" Tatum; 8 februari 2002
- 22: Fred "Curly" Neal; 15 februari 2008
- 35: Hubert "Geese" Ausbie; 31 januari 2017
- 34: Charles "Tex" Harrison; 26 december 2017
- 41: "Sweet" Lou Dunbar; 15 februari 2019

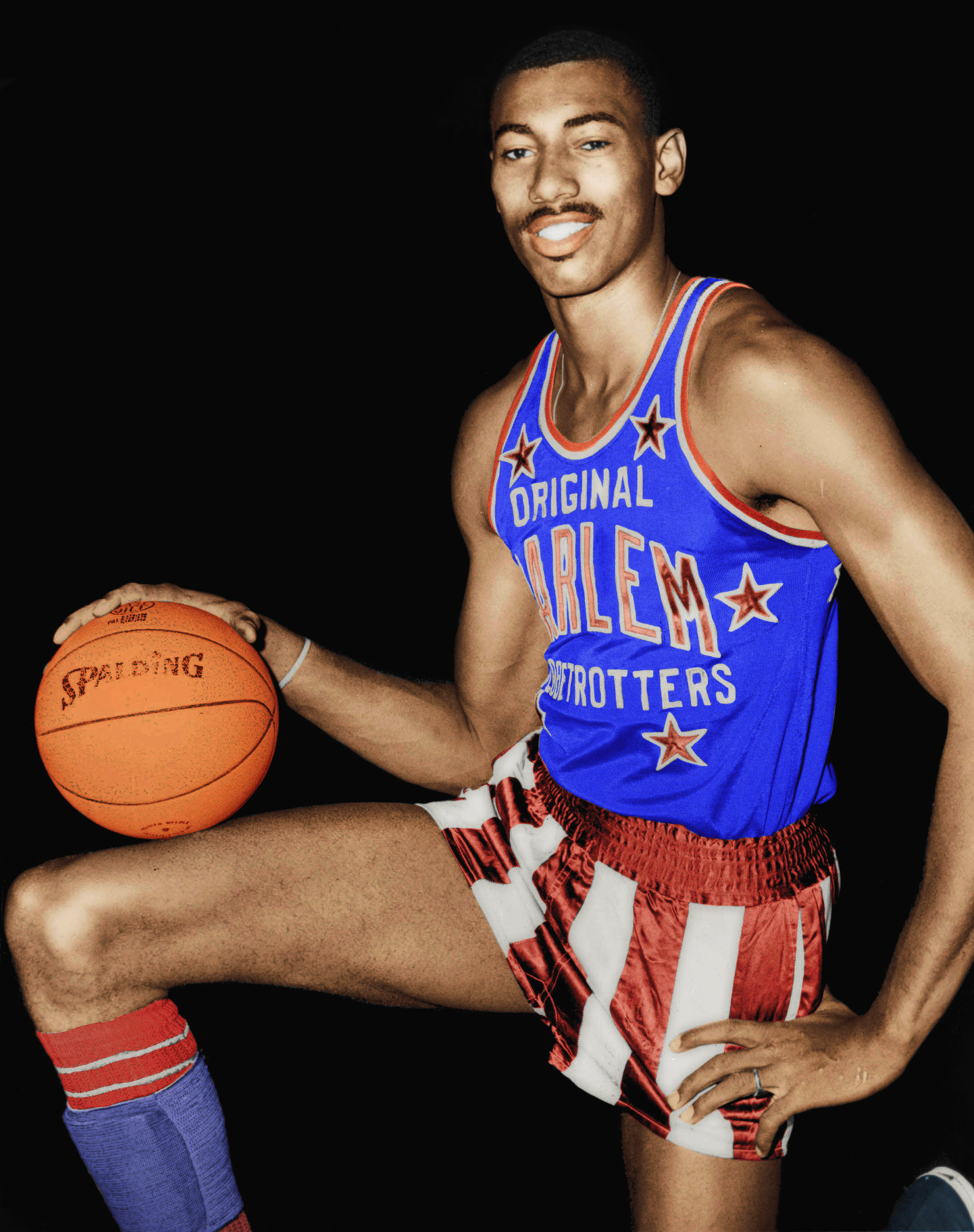
Wilt Chamberlain was de eerste speler van wie zijn nummer niet meer gebruikt zou worden.

## Clublied
Het clublied van de Harlem Globetrotters is de jazzstandard Sweet Georgia Brown in een uitvoering door de kunstfluiter Brother Bones.

## Harlem Globetrotters op tv en film
- The Harlem Globetrotters uit 1951. De film liet zien wie de spelers van dat moment waren, het bevat veel beelden van het spel van deze mannen.
- Go, Man, Go! uit 1954.
- In 1958 is de aanvoerder van de Globetrotters, Clarence Wilson te zien als gast-uitdager in het tv-programma What's My Line?.
- Harlem Globetrotters, dit was een zaterdagmorgenprogramma dat vol zat met animatie van spelers van de ploeg. Het programma werd voor het eerst uitgezonden op 12 september 1970 en de laatste uitzending was op 2 september 1972.
- The Harlem Globetrotters Popcorn Machine, een zaterdagmorgenprogramma uit 1974.
- The Super Globetrotters, een programma dat begon op 22 september 1979 en 13 afleveringen telde.
- The Harlem Globetrotters on Gilligan's Island, dit was een film voor op de tv uit 1981.